# Azusa (Kalifornien)
Azusa ist eine US-amerikanische Stadt im Los Angeles County im US-Bundesstaat Kalifornien. Das U.S. Census Bureau hat bei der Volkszählung 2020 eine Einwohnerzahl von 50.000 ermittelt. Die Stadt befindet sich bei den geographischen Koordinaten 34,14° Nord, 117,91° West. Das Stadtgebiet hat eine Größe von 23,1 km². Azusa liegt im San Gabriel Valley am Fuße der San Gabriel Mountains im Los Angeles County.

## Geschichte

### Tongva Siedlung
Der Name der Stadt stammt aus der Sprache der Tongva und leitet sich von dem Namen ihrer Siedlung (Ashuukshanga oder Asuksa-nga) ab. Die Reste der Siedlung wurden 2006 bei Bauarbeiten entdeckt und archäologisch erfasst. Es war eine der größten Siedlungen der Tongva. Die Tongva sprachen eine mit dem Shoshoni verwandte uto-aztekischen Sprache. Erstmals urkundlich erwähnt wurde diese Tongva-Siedlung 1769 im Tagebuch von Juan Crespi, einem Teilnehmer der Portola-Expedition. Es ist ungeklärt, wann die Tongva das Gebiet zu besiedeln begannen, der früheste Nachweis könnte eine in den La Brea Tar Pits gefundene Tongva-Frau von etwa 5000 v. Chr. sein.
Um Azusa wurden indianische Artefakte gefunden. Zum Beispiel eine Aneinanderreihung von Steinen am Eingang des San Gabriel Canyon und Felsen mit indianischen Markierungen weiter in den Canyon hinein. Auch wurden Gräber und Mahlsteine gefunden.

### Von der Rancho zu Stadt
1841 erhielt Luis Arenas von der Regierung Mexikos eine Landzuteilung. Er nannte sein Gut El Susa Rancho. Das Haupthaus war ein Lehmhaus (Adobe), dass im Osten der heutigen Stadt errichtet wurde. 1844 verkaufte er seinen Besitz an den Engländer Henry Dalton. Dalton nannte das Gut Azusa Rancho de Dalton.

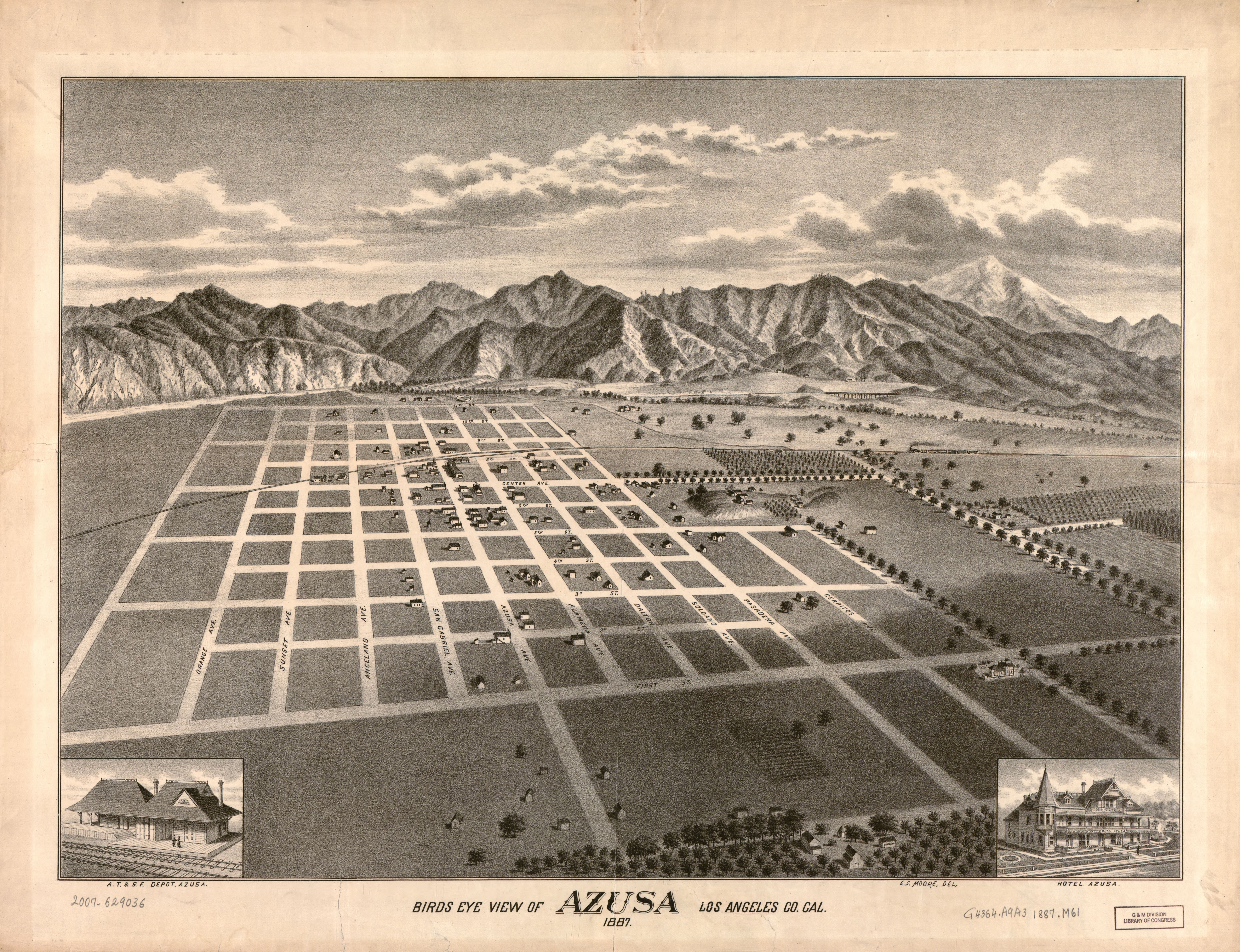
Vogelperspektive von Azuza 1887

Im Rahmen des Goldrausches wurde nahe dem heutigen Azusa im San Gabriel Canyon Gold gefunden, es bildete sich eine Goldgräbersiedlung mit Namen El Doradoville, die 1861 einer Flut zum Opfer fiel. 1860 hatte die Bundesregierung Land für die Besiedlung von Daltons Ranch abgeteilt. Daraufhin strömten Siedler auf dieses Land. 1868 wurde schließlich die erste Schule gegründet. Er wehrte sich hiergegen mit rechtlichen Schritten. Als 1880 die Gerichte endgültig gegen ihn entschieden hatte er sein Land an den Bankier Jonathan S. Slauson abtreten müssen. Slauson teilte das Land auf und veräußerte es als Parzellen 1887. Er legte damit den Grundstein für die heutige Stadt. Am 29. Dezember 1898 wurde Azusa als Stadt sechster Klasse anerkannt. Hatte Azusa 1890 noch 800 Einwohner, waren es im Jahr nach der Erhebung zur Stadt 865.

## Bevölkerung
2000 lebten in Azusa 44.384 Personen, von denen 34 % nicht in den USA geboren waren. 2014 lebten 48.799 Personen in Azusa, das Durchschnittsalter betrug 29,5 Jahre. Die Stadt ist seit 2000 um 9,1 % gewachsen. Die Einwohner sind zu über 60 % Latinos.

## Verkehr

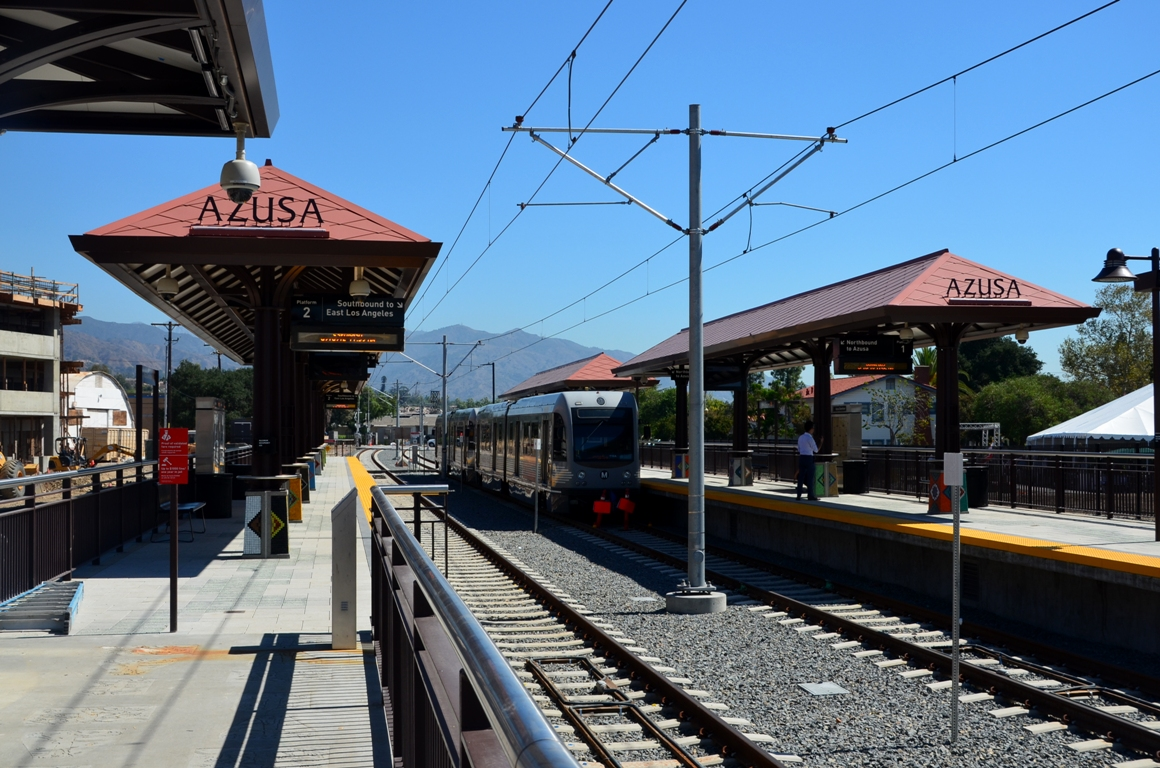
Azusa Downtown Haltestelle der Gold-Linie

Azusa Downtown war bis Juni 2023 die vorletzte Haltestelle und Azusa Citrus College die Endstation der Linie L (früher: Gold Line) der Los Angeles Metro Rail. Nach der Eröffnung des Regional Connectors ist Azusa durch die Linie A direkt mit Downtown Los Angeles und Long Beach verbunden. Azusa ist damit an das U-Bahnsystem von Los Angeles angebunden.

## Religion
Azusa beherbergt seit 1992 das Dhammakaya International Meditation Center, die erste Repräsentanz der buddhistischen Dhammakaya-Sekte außerhalb Thailands.

## Bildung

### Schulen
Im Gemeindegebiet von Azusa bestehen zahlreiche öffentliche und private Schulen. Es gibt elf Grundschulen (eine privat, zehn öffentlich), drei öffentlich Middle Schools für die Jahrgangsstufen 6 bis 8, und mit der Azusa High School eine öffentliche High School. Die private Christbridge Academy bietet Unterricht vom Kindergarten durchgehend bis zur 12. Klasse an. Die öffentlichen Schulen sind in einem eigenen Schulbezirk, dem Azusa Unified School District zusammengefasst.

### Universitäten und Colleges
Seit 2003 ist hier der Sitz der buddhistischen Dhammakaya Fernuniversität namens Dhammakaya Open University.
Azusa ist Sitz der privaten Azusa Pacific University. Ferner gibt es das Citrus College.

## Marskrater
Nach Azusa ist ein Marskrater benannt.

## Sehenswürdigkeiten

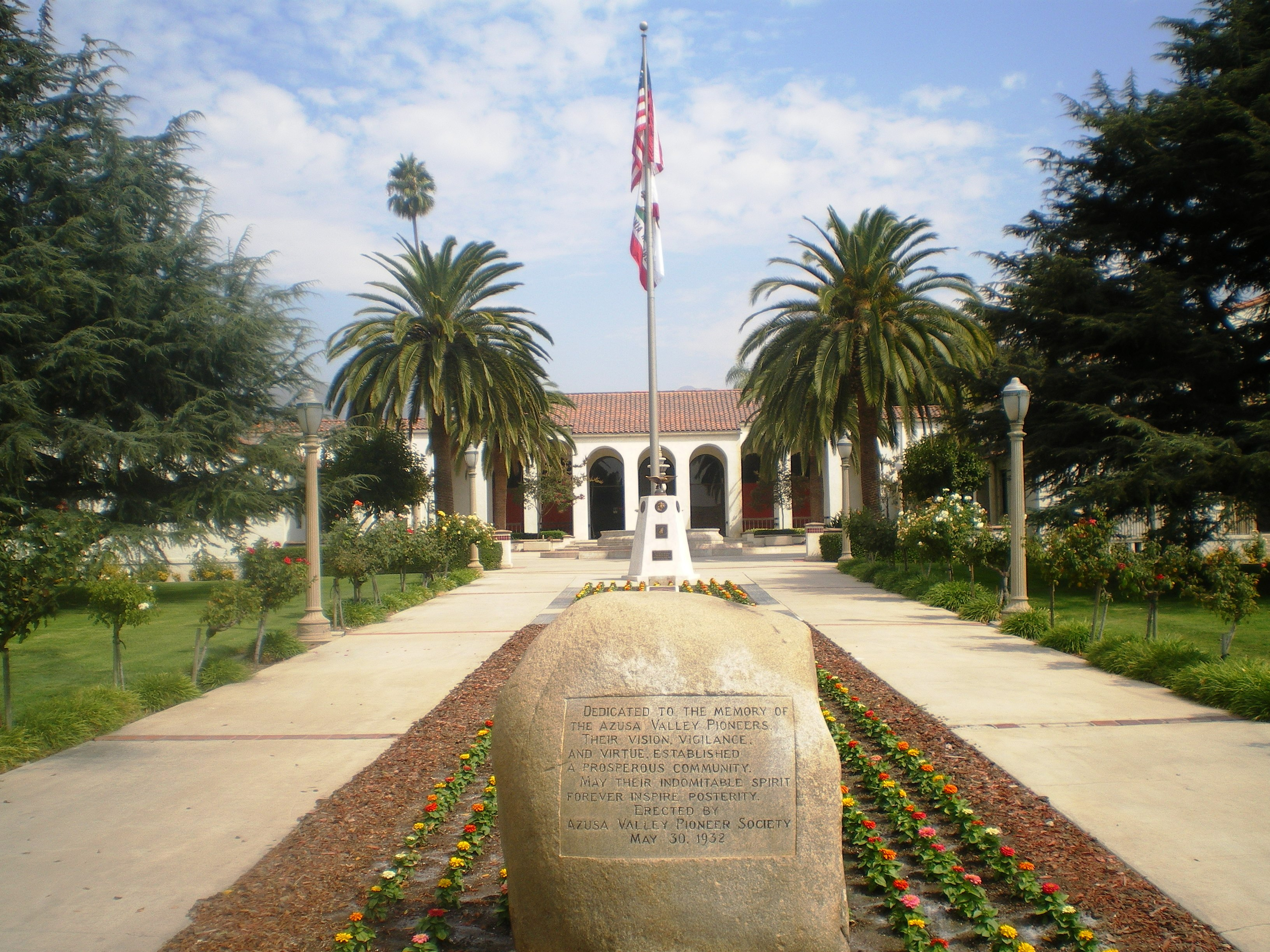
Rathaus Azusas im Azusa Civic Center

Durch Azusa führte die historische Route 66. 2002 wurde das Azusa Foothill Drive-In Theatre als kalifornische Landmarke unter Schutz genommen, wegen des Widerstandes des Besitzers aber nicht in die offizielle Liste aufgenommen. Das Gebäude war im Stil der Moderne 1961 an der Route 66 errichtet worden. Besonders auffallend war die Neon-Reklame-Tafel des Autokinos. Seit 2002 steht das Azusa Civic Center unter Schutz und ist gelistet im National Register of Historic Places.

## Söhne und Töchter Azusas
- Judson Scott (* 1952), Schauspieler
- Anthony Robbins (* 1960), Autor und NLP-Trainer
- Adore Delano (* 1989), Dragqueen und Singer-Songwriterin
- Tatjana Padilla (* 1990), Ringerin
- Christy Udoh (* 1991), Sprinterin
- Hedaya Malak (* 1993), ägyptische Taekwondoin